# Senik, Sveti Tomaž
Senik je razloženo naselje v Občini Sveti Tomaž na slemenu nad dolino potoka Sejance. Kmetije so usmerjene predvsem v živinorejo. V vaškem grbu je sinica.